# Perdita minuta
Perdita minuta är en biart som beskrevs av Timberlake 1980. Perdita minuta ingår i släktet Perdita och familjen grävbin. Inga underarter finns listade i Catalogue of Life.